# Jérôme Lejeune
Jérôme Lejeune (Montrouge, 26 juni 1926 - 3 april 1994) was een beroemde Franse kinderarts en wetenschapper. Hij geldt als de ontdekker van de genetische basis van het syndroom van Down, al wordt dit betwist. Hij ontving internationale erkenning, maar zijn onbuigzaamheid belemmerde zijn carrière.

## Syndroom van Down
Aan het eind van de jaren vijftig toonde Jérôme Lejeune aan dat het zogenaamde syndroom van Down een trisomie was, een verdubbeling van een van de chromosomen. Al minstens sinds de jaren 1930 vermoedde men dat dit syndroom voortkwam uit een chromosomale afwijking, maar de aard daarvan was onduidelijk; in die jaren, waarin de biochemische basis van de erfelijkheid nog in zijn kinderschoenen stond, werd bijvoorbeeld gedacht aan triploïdie of monosomie. De opheldering van de aard van de afwijking had belangrijke gevolgen voor de medische wetenschap.

## Betwiste ontdekking
Lejeunes collega Marthe Gautier bestrijdt dat hij degene was die de trisomie als eerste ontdekte en stelt dat hij zich meester heeft gemaakt van haar onderzoeksmateriaal en haar aandeel in het onderzoek heeft gebagatelliseerd.

## Opvattingen
Jérôme Lejeune was katholiek en tegenstander van abortus en zijn medisch onderzoek deed hij in de hoop dat het in de toekomst mogelijk zou worden om mensen met een chromosomale afwijking te genezen. Hij was er naderhand dan ook verbitterd over dat zijn onderzoeksresultaten worden gebruikt om chromosomale afwijkingen voor de geboorte op te sporen en zwangerschappen vervolgens af te breken.

## Erkenning en afwijzing
Voor zijn baanbrekende onderzoeksresultaten heeft Jérôme Lejeune talloze belangrijke internationale prijzen ontvangen, maar door zijn compromisloze opstelling op ethisch vlak werd hij door vakgenoten niet algemeen gewaardeerd.
Het zaligverklaringsproces van professor Lejeune werd in 2007 geopend. De postulator is de prior van de benedictijnerabdij Saint-Wandrille, pater Jean-Charles Nault. Het onderzoek op diocesaan niveau werd gestart op 28 juni 2007.

## Organisaties
Jérôme Lejeune werd kort voor zijn dood de eerste president van de door Paus Johannes Paulus II opgerichte Pauselijke Academie voor het Leven.
De na zijn dood opgerichte Fondation Jérôme Lejeune zet zich in voor onder meer de belangen van ongeboren kinderen en geestelijk gehandicapten, in de geest van Lejeune.

## Overlijden
Lejeune stierf in 1994 aan kanker. Hij liet zijn vrouw Birthe achter en twee dochters, Clara en Karin.